# ايرناني
ايرناني (بالبرتغالية: Ernani Nascimento Germano‏) هو لاعب كرة قدم برازيلي في مركز الدفاع، ولد في 16 يوليو 1984 في São João da Barra ‏ في البرازيل. لعب مع نادي أميريكانو ونادي جوفنتودي ونادي فاسكو دا غاما ونادي فيتوريا ونادي فيلا نوفا ونادي ميراسول.

## وصلات خارجية
- ايرناني على موقع قاعدة بيانات كرة القدم.إي يو (الإنجليزية)
- ايرناني على موقع Soccerway.com (الإنجليزية)